# Orthocladius knabeni
Orthocladius knabeni är en tvåvingeart som beskrevs av Maurice Emile Marie Goetghebuer 1933. Orthocladius knabeni ingår i släktet Orthocladius och familjen fjädermyggor.
Artens utbredningsområde är Grönland. Det är osäkert om arten förekommer i Sverige. Inga underarter finns listade i Catalogue of Life.